# Rodžer Banister
Ser Rodžer Gilbert Banister (23. mart 1929 – 3. mart 2018) bio je britanski srednjeprugaški atleta i neurolog, koji je prvi pretrčao milju za manje od 4 minuta.
Na Olimpijskim igrama 1952. godine u Helsinkiju, Banister je postavio britanski rekord na 1500 metara i završio na četvrtom mestu. Ovo postignuće učvrstilo je njegovu odlučnost da postane prvi sportista koji je pretrčao jednu milju za manje od četiri minuta. Ovaj podvig je ostvario 6. maja 1954. godine na stazi Ifli roud u Oksfordu, sa Krisom Čatavajom i Krisom Brašer koji su davali tempo. Kada je najavljivač, Noris Makvirter, objavio „Vreme je bilo tri ...”, oduševljenje navijačke gomile je nadjačalo najavu Banisterovog tačnog vremena, koje je bilo 3 minuta i 59,4 sekunde. On je taj rekord postigao sa minimalnim treningom, dok je vežbao kao juniorski lekar. Banisterov rekord trajao je samo 46 dana.
Banister je postao neurolog i upravnik Pembruk koledža u Oksfordu, pre nego što se penzionisao 1993. godine. Kao upravnik Pembruka, on je bio u upravnom telu Abingdonske škole od 1986. do 1993. Na pitanje da li je četvorominutna milja njegovo najveće dostignuće, rekao je da se oseća ponosnijim svojim doprinosom akademskoj medicini istraživanjem responsa nervnog sistema. Banister je bio patron MSA zadužbine. On je dijagnoziran sa Parkinsonovom bolesti 2011. godine.

## Rani životi i obrazovanje
Banister je rođen u Harou, Engleska. On je pohađao osnovnu školu Von roud u Harou, a obrazovanje je nastavio u Bičen Klif školi za dečake i Univerzitskoj koledž školi u Londonu. On je studirao je medicinu na Univerzitetu u Okfordu (Ekseter koledž i Merton koledž) i na medicinskom fakultetu Sent Meri hospital (danas delu Imperijalnog koledža London).

## Medicinska karijera
Nakon što se 1954. povukao iz atletike, Banister je proveo narednih četrdeset godina baveći se medicinom u oblasti neurologije. U martu 1957, on se pridružio Kraljevskom armijskom medicinskom korpusu u Krukamu, gde je započeo svoje dve godine vojne službe, sa činom poručnika.
Njegov glavni doprinos akademskoj medicini bio je u polju autonomnih zatajenja, područja neurologije koja se fokusira na bolesti za koje je karakterističan gubitak određenih automatskih reakcija nervnog sistema (na primer, povišen srčani ritam pri ustajanju). On je objavio više od osamdeset radova, koji se uglavnom bave autonomnim nervnim sistemom, kardiovaskularnom fiziologijom i višestrukom sistemskom atrofijom. On je uredio knjigu Autonomna zatajenja: udžbenik o kliničkim poremećajima autonomnog nervnog sistema (engl. Autonomic Failure: A Textbook of Clinical Disorders of the Autonomic Nervous System) sa K.J. Matijasom, kolegom iz Sent Meri škole, kao i pet izdanja udžbenika Mozak i Banisterova klinička neurologija (engl. Brain and Bannister's Clinical Neurology).
Banister je uvek naglašavao da je ponosniji na svoj doprinos u medicini od svoje atletske karijere. U 2014. godini Banister je u intervjuu rekao: „Radije bih ostao upamćen po svom radu na neurologiji nego po svom trčanju. Kad biste mi ponudili šansu da napravim veliki proboj u istraživanju autonomnog nervnog sistema, odmah bi to uzeo umesto milje za četiri minuta. Medicinom sam se bavio šezdeset godina. Trčao sam oko osam.”

## Nagrade i priznanja
Banister je za svoja dostignuća u sportu i medicini dobio mnoga priznanja. Titula viteza mu je dodeljena u okviru Novogodišnjih počasti 1975, i postavljen je za člana Reda počasnih kompanjona (CH) u Novogodišnjim počastima za sportska dostignuća 2017. godine.
Banister je dobio status počasnog člana Ekseter koledža i Merton koledža, gde je studirao na Univerzitetu Okford; on je bio i počasni saradnik Haris Mančester koledža, Oksford. Banister je dobio počasne diplome (doktor nauka) sa Univerziteta u Šefildu 1978, i sa Univerziteta u Batu 1984. Takođe je primio počasne diplome sa Univerziteta u Paviji 1986, i sa Univerziteta Brunel u Londonu 2008. (DUniv), kao i počasni doktorat sa Univerziteta Oksford Bruks u 2014.
Banister je dobio odlikovanje za životno delo Londonskog okruga Harou 4. maja 2004. godine, i ekvivalentno odlikovanje grada Oksforda 2004. godine.

## Izabrane publikacije

### Autobiografija
- The Four Minute Mile. Dodd, Mead. 1955.
- First Four Minutes. Putnam. 1955.
- Twin Tracks: The Autobiography. London: The Robson Press. 2014. ISBN 978-1-84954-686-7.

### Academski radovi
- Bannister, R.; Mathias, C. J., ур. (1999). Autonomic failure : a textbook of clinical disorders of the autonomic nervous system (4th изд.). Oxford: Oxford University Press. ISBN 9780192628510. OCLC 39982611.
- Bannister, Roger; Brain, Walter Russell, ур. (1992). Brain and Bannister's clinical neurology. (7th изд.). Oxford: Oxford University Press. ISBN 9780192619136. OCLC 24318711.

## Drugi mediji
Godine 2014, on se pojavio kao gost u emisji BBC Radija 4 Midvik sa Libi Purves, Kevinom Vorvikom i Rejčel Stirling.

## Literatura
- The First Four Minutes: ESPN Classic Television Programme.
- The Four Minute Mile TV mini-series (1988), available on DVD.
- Bannister, Roger (1955), The Four-Minute Mile. Revised and enlarged 50th anniversary (of the race) edition, 2004, The Lyons Press.
- Bascomb, Neal (2004). The Perfect Mile: Three Athletes, One Goal, and Less Than Four Minutes to Achieve It. ISBN 978-0-618-39112-7..
- Cameron, Julia (1993). The Artist's Way. Oxford, London: Pan Books. ISBN 978-0-330-34358-9.
- Freeman, Roy; Low, Philip; Joyner, Mike (januar 2019). „Obituary: Sir Roger Bannister (1929–2018)”. Autonomic Neuroscience. 216: iii—v. doi:10.1016/j.autneu.2018.09.007.
- Nelson, Cordner; Quercetani, Roberto (1985). The Milers. Tafnews Press. стр. 181–215. ISBN 978-0-911521-15-3.
- Quercetani, R. L. (1964), A World History of Track and Field Athletics, 1864–1964, Oxford University Press. (A history of the mile/1500 m. event.)